# Ратов, Сергей Михайлович
Сергей Михайлович Ратов (? — 12 августа 1924, Ленинград) — русский актёр, режиссёр, театральный критик, педагог, мемуарист.

## Биография
Родился в аристократической семье. На театральной сцене — с 1890-х годов. В начале участвовал в самодеятельных спектаклях в Санкт-Петербурге. Позже, выступал на сценах крупных провинциальных театров, в том числе в Риге, Могилёве и других. Служил в театре А. Я. Садовской на Офицерской улице в Петербурге, а затем несколько лет состоял в труппе Малого театра в Москве. Играл в труппе «Большого Драматического театра».
Имея с детства физический недостаток (С. Ратов был горбат), тем не менее пользовался большим успехом в хара́ктерных и комедийных ролях.
Кроме актёрства, занимался режиссурой в театрах Санкт-Петербурга (Новый театр Яворской, театр Общества трезвости в Таврическом саду и других, в театре Петербургского Народного дома).
Преподаватель театрального мастерства. Читал курс лекций по вопросам драматургии и театра в театральных учебных заведениях Петербурга (курсы Заславского). В серии статей «Искусство актёра» С. Ратов разрабатывал метод работы актёра на основе развития воображения, внимания и переживания. Печатал большие и объемистые исследования о «физиологии актёра», где прославлял талант и божественный дар актёра.
Сотрудник журнала «Театр и искусство». Автор рассказов «Герои сцены» (СПБ, 1913).
Умер в Обуховской больнице, всеми забытый и покинутый.

## Избранные театральные роли
- Аким («Власть тьмы» Л. Н. Толстого),
- Расплюев («Свадьба Кречинского» А. Сухово-Кобылина),
- Робинзон («Бесприданница» А. Н. Островский),
- Лемм («Дворянское гнездо» по И. С. Тургеневу) и др.